# Porangahau (fleuve)
Pour l’article homonyme, voir Porangahau.
La rivière Porangahau, (anglais : Porangahau River) est un cours d'eau de Nouvelle-Zélande situé sur l'île du Nord, dans la région de Hawke's Bay.

## Géographie
D'une longueur de 45 kilomètres, elle suit un parcours sinueux à travers un pays de collines accidentées vers le nord en direction de Cap Turnagain avant de se jeter dans l'océan Pacifique, non loin de la ville de Porangahau.